# Biberach Beavers
Die Biberach Beavers sind ein 1991 gegründetes American-Football-Team aus Biberach an der Riß und spielen in der Saison 2023 in der Regionalliga Südwest. Das Football-Team ist eine eigenständige Abteilung (American Football & Cheerleading) der TG Biberach 1847 e. V. und gehört somit einem der größten Sportvereine Baden-Württembergs an.

## Geschichte

### Die Anfangszeiten
Es war die Begeisterung für den amerikanischen Volkssport einiger Jugendlicher, die sich nach einem Auslandsaufenthalt in den USA, im Jahr 1990 mit einigen interessierten Biberachern trafen und damit den Beginn des American Football in Biberach einleiteten.
Die Biberach Beavers wurden im Jahre 1991 durch einige Footballbegeisterte gegründet. Der reguläre Spielbetrieb wurde 1992 aufgenommen. Die Biberach Beavers gehören dem American Football und Cheerleading Verband Baden-Württemberg e. V. (AFCVBW) an.
Bereits ein Jahr nach der Gründung nahmen die Biberach Beavers im Jahr 1992 erstmals am Ligabetrieb des baden-württembergischen American Football Verband teil. Das erste Saisonspiel in der Vereinsgeschichte der Biberach Beavers wurde am 17. Mai 1992 gespielt.
Nach einigen Jahren ohne nennenswerten sportlichen Erfolg innerhalb der Vereinsgeschichte der American Footballer aus Biberach war es nach dreijähriger Spielbetriebspause im Jahr 1998 an der Zeit einen Neuaufbau und eine erfolgsorientierte Neuausrichtung der Biberach Beavers festzulegen.

### Die 2000er Jahre
Es benötigte noch etwas an Zeit, bis die nötigen Strukturen umgesetzt waren und sich die ersten sportlichen Erfolge abzeichneten. Nachdem knapp verpassten Aufstieg im Jahr 2011 wurde erkennbar, dass der Sport American Football in Biberach inzwischen das nötige Leistungsniveau erreicht hatte.
Im darauffolgenden Jahr gelang den Biberach Beavers der ersehnte sportliche Durchbruch. Mit der Platzierung auf dem ersten Tabellenplatz, sicherten sich die Biberach Beavers den ersten Meistertitel in der Bezirksliga 2012 (Baden-Württemberg) und dadurch den bis dato größten sportlichen Erfolg in der Vereinsgeschichte.
Nur ein Jahr später gelang den American Footballern aus Biberach als Aufsteiger in die 5. baden-württembergische Liga eine weitere sportliche Sensation. Die Biberach Beavers gewannen den Meistertitel in der Landesliga 2013 (Baden-Württemberg).
Erstmals in der Vereinsgeschichte spielten die Biberach Beavers Seniors im Jahr 2014 in der bis dato höchsten baden-württembergischen Liga. Als Neuling gelangen ihnen 9 Siege bei nur 3 Niederlagen, wovon zwei gegen den späteren Meister Pforzheim Wilddogs verloren gingen. Die Beavers erreichten die Vizemeisterschaft 2014 in der Oberliga Baden-Württemberg.
Die Saison 2015 beendeten die Biberach Beavers mit 5 Siegen und 7 Niederlagen auf dem 5. Tabellenplatz. Der Sprung auf Platz 3 wurde im letzten Spiel durch eine 20:21-Heimniederlage gegen die Red Knights Tübingen verpasst.
In der Saison 2016 nehmen die Biberach Beavers im dritten Jahr in Folge am Liga-Betrieb der Oberliga Baden-Württemberg teil. Die Saison wurde mit 5 Siegen und 7 Niederlagen auf dem 5. Platz beendet. Highlight war  die 42:44-Niederlage beim späteren Meister den Karlsruhe Engineers.
Die Saison 2017 begann mit einer Veränderung auf der Trainerposition. Der bisherige Defense Coordinator Dominik Brodschelm übernahm die Headcoach Position vom langjährigen Trainer Fabian Birkholz, der als Headcoach zu den Stuttgart Scorpions in die German Football League wechselte. Als neuer Quarterback konnte der Amerikaner Michael van Deripe verpflichtet werden. Biberach wurde in der Oberliga Saison 2017 mit 9 Siegen ungeschlagen Meister. Sie stellten sowohl die beste Offense als auch Defense der Liga. Im vierten Jahr gelang endlich der ersehnte Aufstieg in die 2016 neu gegründete drittklassige Regionalliga Südwest.
Im Jahr 2017 wurde zudem von der Abteilungsleitung und dem Management die Änderung des Logos in nun noch drei Farben und ohne Schattierung (blau, gelb, weiß) beschlossen.
Anlässlich des fünfjährigen Bestehens der Cheerleader Beaverettes wurde auf der Jahreshauptversammlung 2018 die Änderung der Namensgebung der Abteilung von „American Football“ in „American Football & Cheerleading“ beschlossen.
Im Jahr 2018 spielen die Biberach Beavers zum ersten Mal in der Vereinsgeschichte in der dritthöchsten Spielklasse Deutschlands, der Regionalliga Südwest. Der Abgang des langjährigen Runningback Alexander Funk zu den Munich Cowboys in die German Football League wurde durch US-Import Spencer Payne kompensiert. Als Aufsteiger gelang es den Beavers die Meisterschaft zu erringen. Der Aufstieg in die German Football League 2 wurde durch Siege über die Meister der Regionalliga Süd den Fursty Razorbacks (34:33) und dem Meister der Regionalliga Mitte Darmstadt Diamonds (31:15) perfekt gemacht. Mit 1680 Zuschauern wurde im zweiten Relegationsspiel gegen Darmstadt am 22. September 2018 ein neuer Heimspiel Besucherrekord aufgestellt. In der Saison 2019 spielte Biberach in der GFL2 Süd. Nach der ausgefallenen Saison 2020 zogen die Beavers kurz vor Saisonbeginn ihr Team aus der GFL2 zurück.